# Бродок (Сумская область)
Бродок (укр. Бродок) — село,
Кулешовский сельский совет,
Недригайловский район,
Сумская область,
Украина.
Код КОАТУУ — 5923583602. Население по переписи 2001 года составляло 117 человек.

## Географическое положение
Село Бродок находится на правом берегу реки Сула, недалеко от места впадения в неё реки Хусь,
выше по течению на расстоянии в 1,5 км расположено село Засулье,
ниже по течению на расстоянии в 1,5 км расположено село Константинов,
на противоположном берегу — пгт Недригайлов.
Река в этом месте извилистая, образует лиманы, старицы и заболоченные озёра.